# Brandon Routh
Brandon James Routh (ur. 9 października 1979 w Des Moines) – amerykański aktor, model i producent filmowy. 

## Życiorys

### Wczesne lata
Urodził się w Des Moines w stanie Iowa jako trzecie z czworga dzieci nauczycielki Katie Routh i stolarza Rona Routha. Jego rodzina była pochodzenia angielskiego, szkockiego, niemieckiego, walijskiego, irlandzkiego i holenderskiego. Jego siostra Sara Routh to piosenkarka, a brat jest oficerem policji w Des Moines. Wychowywany w rodzinie metodystów, dorastał w Norwalk, w stanie Iowa. W 1997 ukończył Norwalk High School, gdzie chętnie uprawiał różne dyscypliny sportowe i brał udział w zajęciach muzycznych i teatralnych. Opanował grę na trąbce i pianinie. W latach szkolnych nazywany był „maminsynkiem” i nie był tym „najbardziej popularnym dzieckiem”. Jako nastolatek był zaślepiony filmami i komiksami o przygodach Supermana. Występował na scenie Norwalk Theater of Performing Arts. Po roku porzucił studia na University of Iowa na wydziale języka angielskiego i w 1999 przeprowadził się do Nowego Jorku, a następnie do Los Angeles, by wreszcie podjąć pracę jako model. Uczęszczał do International Model and Talent Association (IMTA).

### Kariera
Karierę aktorską rozpoczął od udziału w teledysku Christiny Aguilery pt. „What a Girl Wants” (Czego pragnie dziewczyna, 1999). Niedługo potem pojawił się w epizodycznej roli Connora w serialu ABC Odd Man Out (1999), później jako Jess w serialu The WB Kochane kłopoty (Gilmore Girls, 2000) oraz trzecim sezonie opery mydlanej MTV Undressed (2000) jako Wade. Od 23 maja 2001 do 17 kwietnia 2002 występował w roli Setha Andersona w operze mydlanej Tylko jedno życie (One Life to Live). Wsławił się rolą geja Sebastiana w sitcomu NBC Para nie do Pary (Will and Grace). Oczekując na większą rolę, pracował także jako barman przy alei w Hollywood, Lucky Strike Lanes, i mieszkał u swojej siostry.
Pokonał wielu znanych aktorów takich jak Nicolas Cage, Josh Hartnett, Brendan Fraser, Paul Walker, James Marsden, Jared Padalecki czy Ashton Kutcher, którzy ubiegali o rolę kinową Supermana. Jednak Routh ujął producentów uderzającym, fizycznym podobieństwem do swojego poprzednika Christophera Reeve'a i zagrał swoją przełomową rolę tytułową uroczo nieporadnego i zabawnego Clarka Kenta, ziemskie wcielenie superbohatera w kinowym hicie Superman: Powrót (Superman Returns, 2006), za którą został uhonorowany nagrodą Rising Star, Nagrodą Saturna jako najlepszy aktor i ShoWest Award jako Gwiazdor Jutra.

## Życie prywatne

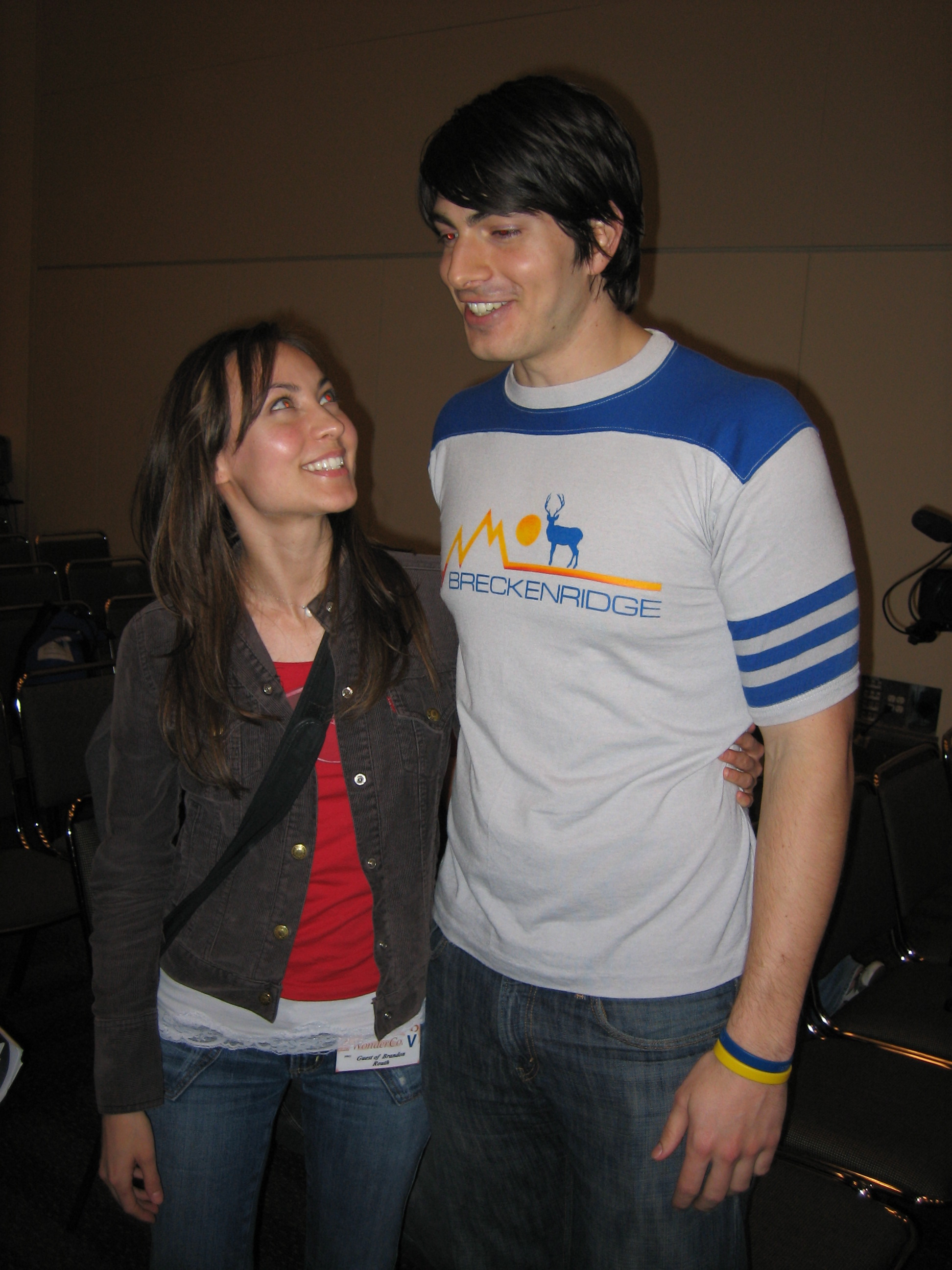
Na zdjęciu Brandon Routh z Courtney Ford są małżeństwem od 2007 roku

W 2004 poznał aktorkę Courtney Ford. Zaręczyli się 23 sierpnia 2006, a wzięli ślub 24 listopada 2007. Mają syna Leona Jamesa (ur. 27 kwietnia 2012).

## Filmografia

### Filmy
- 2006: Denial jako mężczyzna
- 2006: Karla jako Tim Peters
- 2006: Superman: Powrót (Superman Returns) jako Superman/Clark Kent
- 2005: Przeraźliwe miasto (Awesometown, TV)
- 2007: Harold i Kumar jadą do Amsterdamu (Harold & Kumar Go to Amsterdam) jako Cameo
- 2008: Zack i Miri kręcą porno (Zack and Miri Make a Porno) jako Bobby Long
- 2008: Fling jako James
- 2009: Life Is Hot in Cracktown jako Sizemore
- 2009: Kaskader (Stuntmen) jako Kirby Popoff
- 2009: Table for Three jako Scott
- 2009: Kambakkht Ishq w roli samego siebie
- 2009: Panna Nikt (Miss Nobody) jako Milo Beeber
- 2009: The Informers jako Bruce
- 2010: Bez reguł (Unthinkable) jako Agent Jackson
- 2010: Dylan Dog: Detektyw mroku (Dylan Dog: Dead of Night) jako Dylan Dog
- 2010: Scott Pilgrim kontra świat (Scott Pilgrim vs. the World) jako Todd Ingram
- 2014: Pokochaj mnie na nowo (Missing William) jako James
- 2015: 400 dni (400 Days) jako kapitan Theo Cooper
- 2016: Lost in the Pacific jako Mike
- 2020: Anastazja: Dawno, dawno temu (Anastasia: Once Upon a Time) jako Mikołaj II Romanow

### Seriale TV
- 1999: Odd Man Out jako Connor
- 2000: Undressed jako Wade
- 2001: Kochane kłopoty (Gilmore Girls) jako Jess
- 2001-2002: Port Charles jako Seth Anderson
- 2001-2002: Tylko jedno życie (One Life to Live) jako Seth Anderson #1
- 2002-2003: Szpital miejski (General Hospital) jako Seth Anderson
- 2003: Dowody zbrodni (Cold Case) jako Młody Henry Phillips
- 2004: Oliver i przyjaciele (Oliver Beene) jako Brian
- 2004: Para nie do Pary (Will & Grace) jako Sebastian
- 2006: Batman (The Batman) jako John Marlowe (głos)
- 2009, 2011: Chuck jako Daniel Shaw
- 2012: Partners (Partnerzy) jako Wyatt
- 2014-2020: Arrow jako Ray Palmer/Atom (rola powracająca)
- 2014-2019: Flash jako Ray Palmer/Atom; Clark Kent/Superman (3 odcinki)
- 2015-2020: DC's Legends of Tomorrow jako Ray Palmer/Atom; Clark Kent/Superman (główna rola)
- 2019: Supergirl jako Ray Palmer/Atom
- 2019: Batwoman jako Ray Palmer/Atom; Clark Kent/Superman